# Veronica Brenner
Pour les articles homonymes, voir Brenner.
Veronica Brenner, née le 18 octobre 1974 à Scarborough en Ontario, est une skieuse acrobatique canadienne.
Au cours de sa carrière, elle a remporté la médaille d'argent olympique en Jeux olympiques d'hiver de 2002 à Salt Lake City en saut. Elle a gagné une médaille de bronze mondial dans la même épreuve en 1997.

## Palmarès

### Jeux olympiques d'hiver
- Médaillée d'argent olympique en saut aux Jeux olympiques d'hiver de 2002 à Salt Lake City ( États-Unis)

### Championnats du monde
- Médaillée de bronze mondial en saut aux Championnats du monde de 1997 à Nagano ( Japon)

### Coupe du monde
- 1 petit globe de cristal :
  - Vainqueur du classement sauts en 1997.
- 27 podiums dont 11 victoires en saut acrobatique.